# Фортифікації міста Фрізах

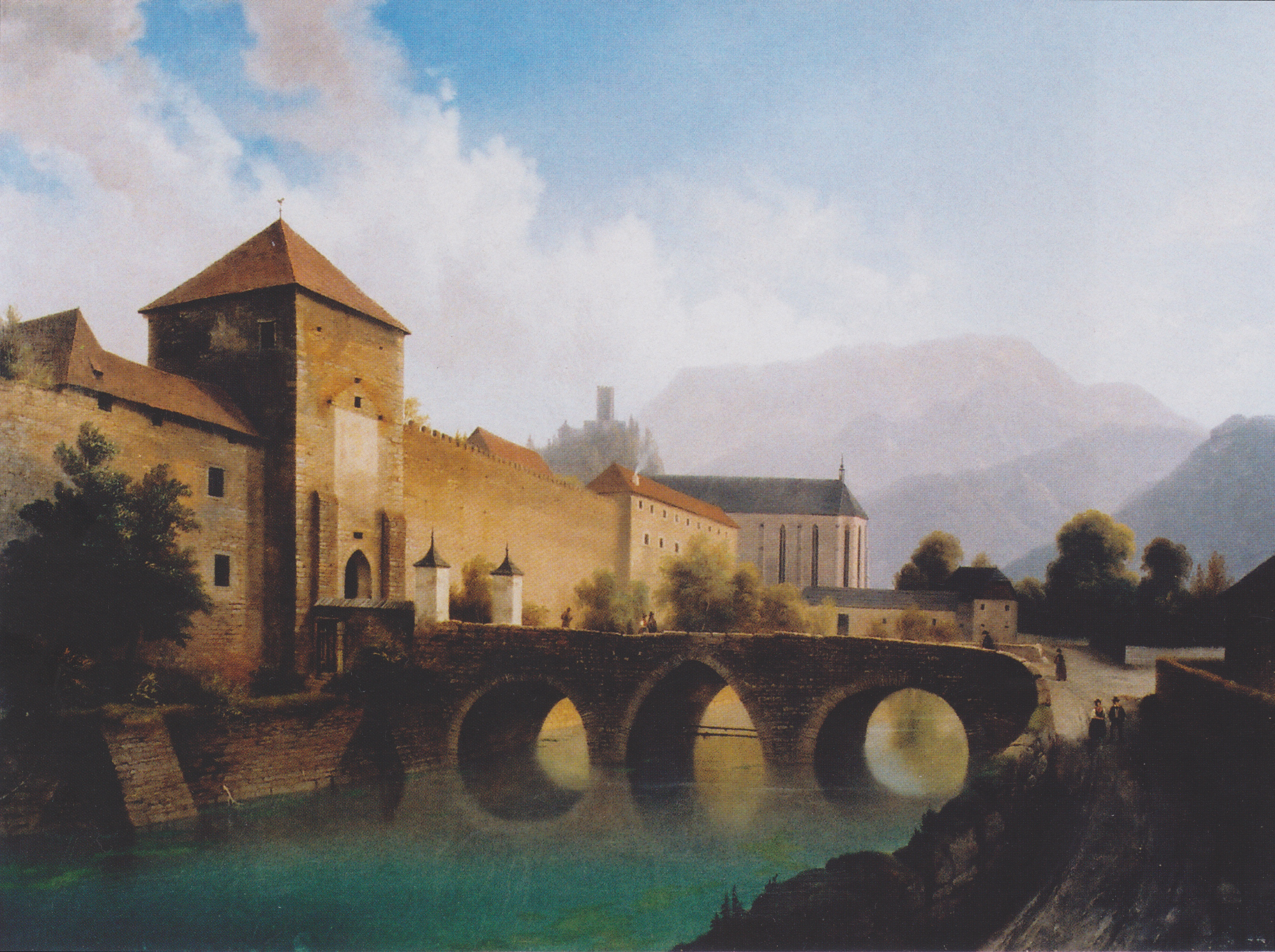
Міські мури і брама Olsator. Худ. Маркус Пернгарт. сер. ХІХ ст.

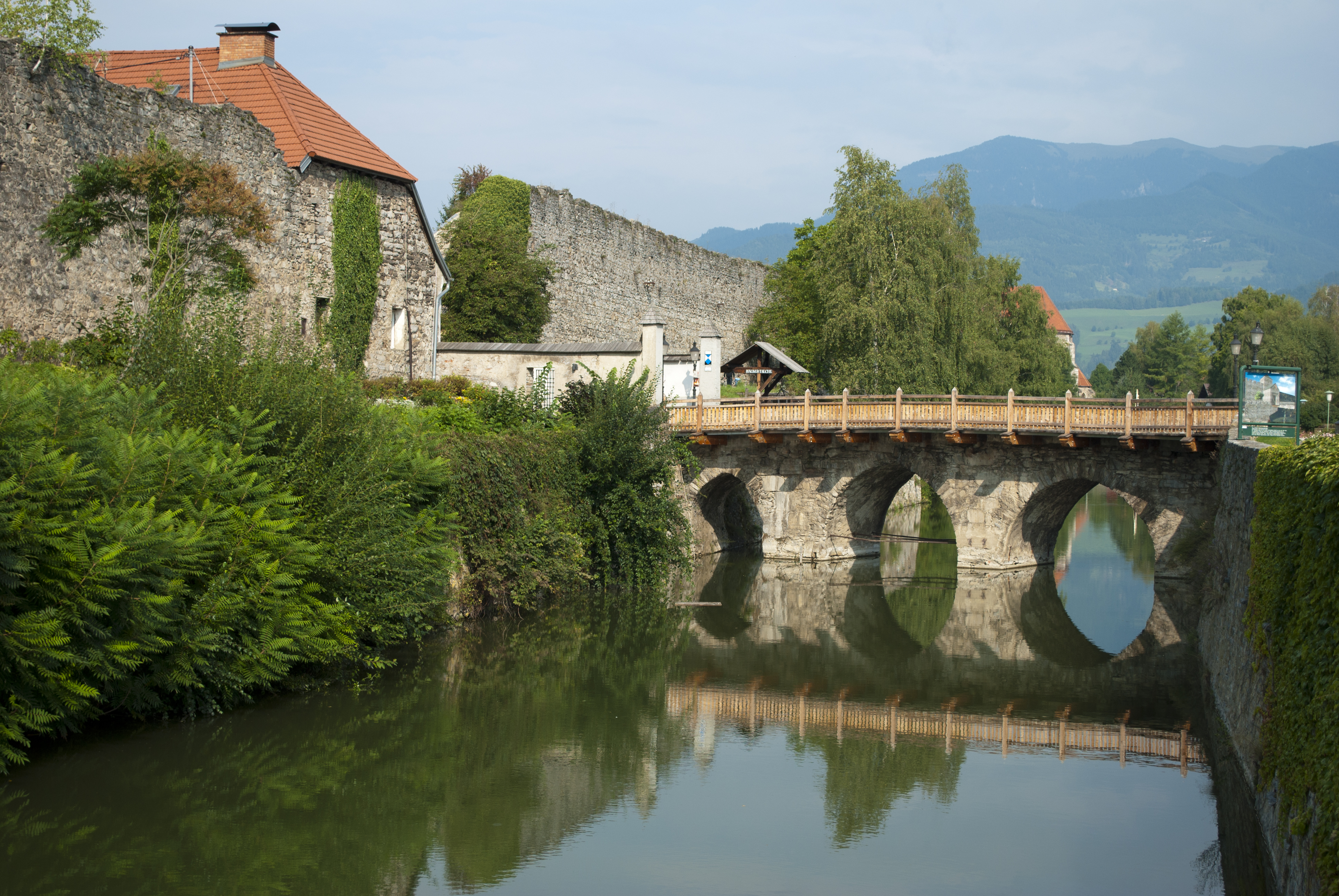
Міст брами Olsator

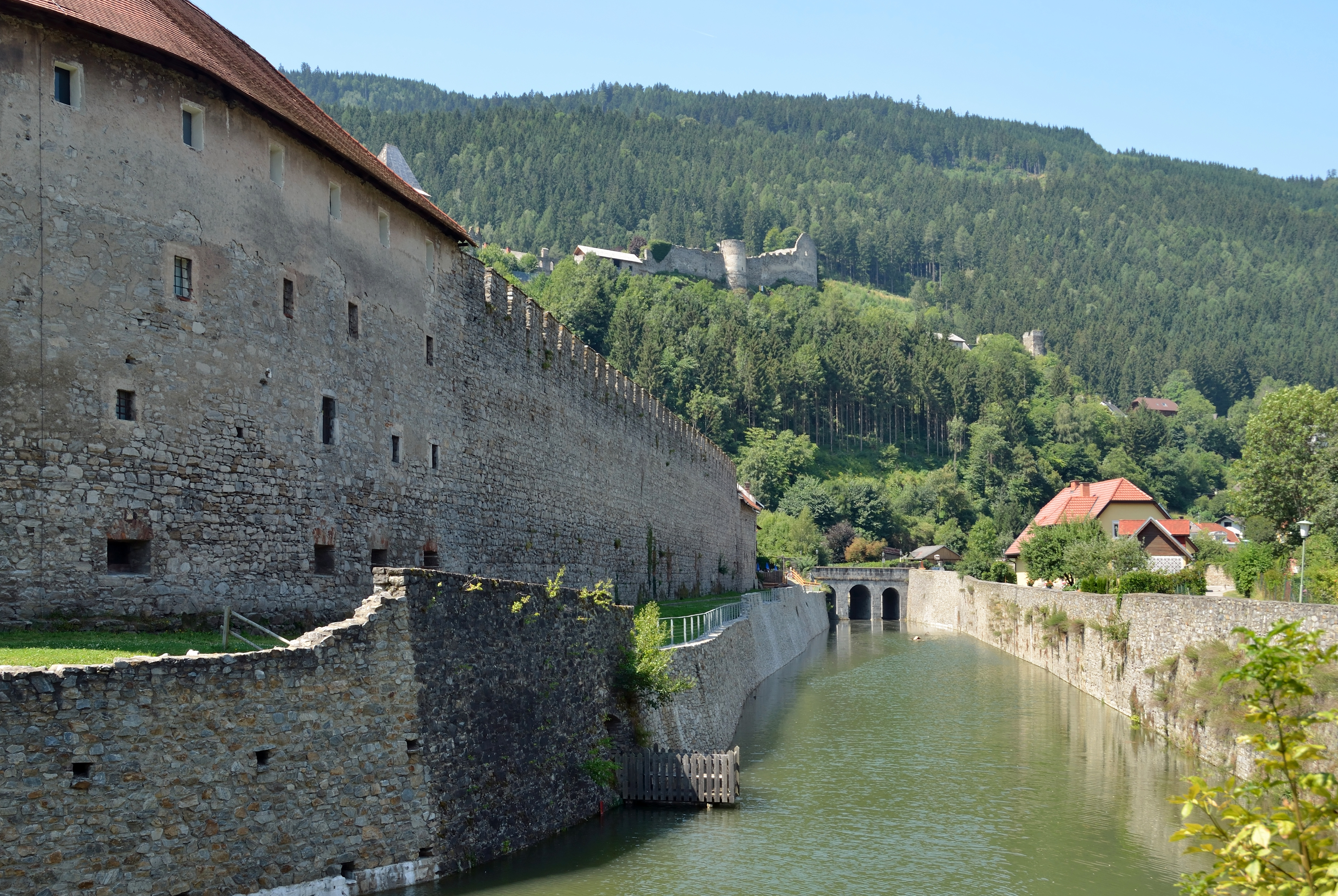
Міський мур і рів

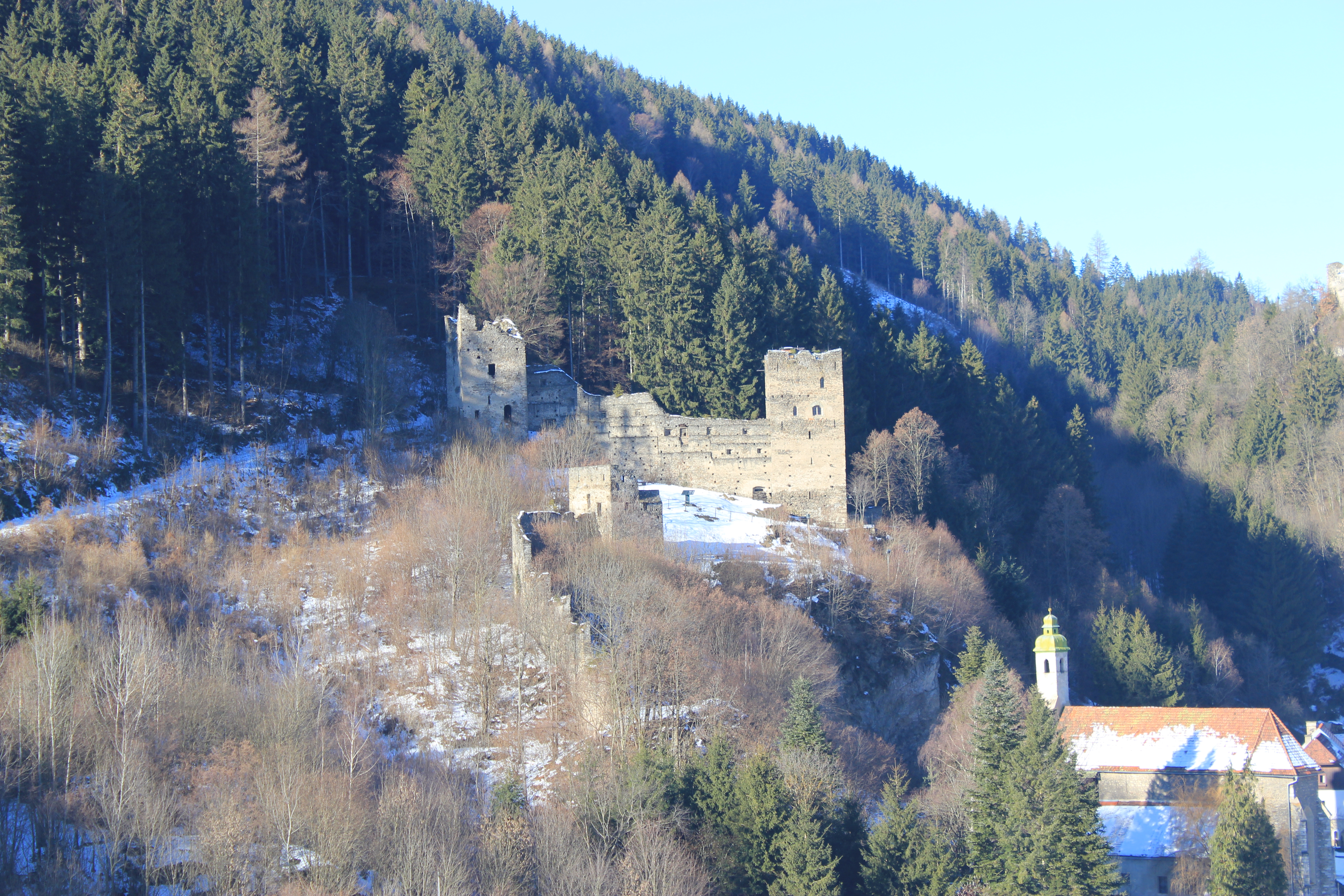
Rotturm

Фортифікації міста Фрізах, що розміщене у землі Каринтія Австрії, що складаються з міських мурів і заводнених ровів.

## Історія
Будівництво оборонних мурів розпочалось 1200 навколо монастиря домініканців і передмістя Ноймарк, але у 1275, 1289, 1292 роках місто захоплювали вороги. Новий оборонний мур завдовжки 820 м почали будувати 1300 року. З двох сторін він доходив до гір Virgilienberg і Petersberg, на якій стояв замок Петерсберг. Перед муром прокопали рів шириною 15 м і глибиною до 10 м. Вода до нього надходила з джерел і відводилась до міської каналізації (сьогодні відводиться через канал з півдня). Основа мурів походить з ХІІІ ст, новіші ділянки з першої чверті XIV ст, мури ровів, завершення мурів з XV ст. На початку XIV ст. на горі над костелом Святої Крові (нім. Heiligblutkirche) збудували фортифікацію з чотирьох тристінних веж (три збереглись), звані Rotturm, оскільки 1275 з цієї сторони місто захопив Пржемисл Оттокар II.   
Дві міські брами південну Sankt Veiter і північну Neumarkter 1845 розібрали, а третя східна Olsator простояла до будівництва залізничного вокзалу (1873). Біля гори Virgilienberg збереглась брама Heidentor і біля гори Petersberg брама Sacktor.

## Виноски
- Stadtbefestigung Friesach [Архівовано 4 березня 2016 у Wayback Machine.](нім.)
- Mittelalterliche Stadtbefestigungsanlage(нім.)
- Burgenstadt Friesach(нім.)
- Wehranlage Rotturm [Архівовано 14 квітня 2017 у Wayback Machine.](нім.)